# Gisela Gresser
Gisela Kahn Gresser (ur. 8 lutego 1906 w Detroit, zm. 4 grudnia 2000 w Nowym Jorku) – amerykańska szachistka, mistrzyni międzynarodowa od 1950 roku.

## Kariera szachowa
W szachy zaczęła grać w stosunkowo późnym wieku, zasady gry poznając w 1939 roku. W ciągu kilku lat awansowała najpierw do amerykańskiej, a następnie – do światowej czołówki. Na przełomie 1949 i 1950 uczestniczyła w rozegranym w Moskwie turnieju o mistrzostwo świata, zajmując XII miejsce (w turnieju tym jako jedyna pokonała zwyciężczynię, Ludmiłę Rudienko). W latach 1955, 1959, 1961, 1964 i 1967 pięciokrotnie startowała w turniejach pretendentek, zajmując miejsca pomiędzy XI a XIV, natomiast w 1971 zakwalifikowała się do turnieju międzystrefowego. 
W latach 1944–1969 dziewięciokrotnie (samodzielnie bądź dzieląc I miejsca) zdobyła tytuły indywidualnej mistrzyni Stanów Zjednoczonych. W 1954 zwyciężyła w otwartych mistrzostwach kraju (ang. U.S. Women's Open Chess Championship). Pomiędzy 1957 a 1966 trzykrotnie (za każdym razem na I szachownicy) uczestniczyła w szachowych olimpiadach, w 1957 zdobywając brązowy medal za indywidualny wynik 7½ pkt z 11 partii. 
Przez wiele lat była czynną zawodniczką, karierę kończąc dopiero w wieku 82 lat. W 1992 jako pierwsza kobieta w historii wpisana została do Amerykańskiej Galerii Szachowych Sław (ang. The United States Chess Hall of Fame).